# Туябугуз
Туябугуз (узб. Tuyaboʻgʻiz/Туябўғиз) — посёлок городского типа в Уртачирчикском районе Ташкентской области, Узбекистан. Расположен на северном берегу Туябугузского водохранилища в 8 км к югу от районного центра Тойтепа, на автомобильной трассе Ташкент — Бекабад и в 9 км от железнодорожной станции Кучлук (на линии Ташкент — Ангрен).
Статус посёлка городского типа с 1957 года. До 1960-х годов носил название Тюя-Бугуз.
В советское время в Туябугузе были построены и функционировали такие предприятия, как железобетонный (ЗЖБИ) и асфальтобетонный заводы, строительно-монтажное управление (СМУ "Ташкентводстрой") и Тойтепинское автопредприятие №74, а также отдел рабочего снабжения (ОРС "Узглавводстрой").
В настоящее время, в поселке имеются: две средних школы, амбулатория, детский сад, мечеть и кардиологический медицинский центр районного значения.
В прибрежных районах Туябугузского водохранилища расположены зоны отдыха и детские оздоровительные лагеря.

## Население
| 1959 | 1970 | 1979 | 1989 |
| ---- | ---- | ---- | ---- |
| 1922 | 3778 | 4382 | 4895 |